# Dia da Cultura Lusófona
O Dia da Língua Portuguesa e da Cultura Lusófona é celebrado anualmente no dia 5 de maio. O dia foi criado em 2005 durante uma reunião em Luanda, Angola dos ministros da cultura de sete países lusófonos: Angola, Brasil, Cabo Verde, Guiné-Bissau, Moçambique, Portugal e São Tomé e Príncipe.